# サミュエル・エリオット・モリソン (フリゲート)
| USS Samuel Eliot Morison FFG-13 |                                                                           |
| 艦歴                            |                                                                           |
| 発注                            | 1976年2月27日                                                             |
| 起工                            | 1978年12月4日                                                             |
| 進水                            | 1979年7月14日                                                             |
| 就役                            | 1980年10月11日                                                            |
| 退役                            | 2002年4月10日                                                             |
| 除籍                            | 2002年7月23日                                                             |
| その後                          | 2002年4月11日にトルコへ売却                                               |
| 要目                            |                                                                           |
| 排水量                          | 基準：3,159t                                                              |
| 排水量                          | 満載：4,057t                                                              |
| 全長                            | 445 ft (136 m)                                                            |
| 全幅                            | 45.4 ft (13.8 m)                                                          |
| 吃水                            | 22 ft (6.7 m)                                                             |
| 機関                            | COGAG方式                                                                 |
| 機関                            | LM2500-30 ガスタービンエンジン（20,500shp）×2基                           |
| 機関                            | 可変ピッチプロペラ（5翔）×1軸                                             |
| 機関                            | 非常用旋回式スラスター（350hp）×2基                                       |
| 最大速                          | 29ノット以上                                                              |
| 航続距離                        | 4,500海里（20ノット巡航時）                                               |
| 乗員                            | 206名（士官13名）                                                         |
| 兵装                            | Mk.75 76mm単装速射砲×1基                                                  |
| 兵装                            | Mk.38 25mm単装機関砲×2基                                                  |
| 兵装                            | Mk.15 20mm CIWS×1基                                                       |
| 兵装                            | M2 12.7mm単装機銃×4基                                                     |
| 兵装                            | Mk.13 Mod.4 ミサイル単装発射機×1基 *SM-1MR SAM *ハープーン SSM を発射可能 |
| 兵装                            | Mk.32 Mod.7 3連装短魚雷発射管×2基                                         |
| 艦載機                          | SH-2F シースプライト LAMPS ヘリコプター×1機 ※さらに1機搭載可能            |
| C4ISTAR                         | NTDS（JTDS+リンク 11/14）                                                 |
| C4ISTAR                         | Mk.92 FCS（SM-1MR、76mm砲用）                                             |
| C4ISTAR                         | AN/SQQ-89 ASWCS                                                           |
| センサ                          | AN/SPS-49対空捜索レーダー                                                 |
| センサ                          | AN/SPS-55対水上捜索レーダー                                               |
| センサ                          | AN/SQS-56船底装備ソナー                                                   |
| センサ                          | AN/SQR-19曳航ソナー                                                       |
| 電子戦                          | AN/SLQ-32(V)2 ESM装置                                                     |
| 電子戦                          | Mk.36 デコイ発射装置                                                      |
| モットー                        |                                                                           |

サミュエル・エリオット・モリソン (英語: USS Samuel Eliot Morison, FFG-13) は、アメリカ海軍のミサイルフリゲート。オリバー・ハザード・ペリー級ミサイルフリゲートの7番艦。艦名はアメリカで最も著名な海軍歴史家であるサミュエル・エリオット・モリソン海軍少将に因む。

## 艦歴
サミュエル・エリオット・モリソンは1976年2月27日にFY76プログラムの一部としてメイン州のバス鉄工所に建造発注され、1978年12月4日に起工する。1979年7月14日に進水し、1980年10月11日に就役した。
サミュエル・エリオット・モリソンは2002年4月10日に退役し、トルコ海軍に移管されギョコヴァ (Gokova, F 496) と改名された。